# 相模原ライズ
ノジマ相模原ライズ（ノジマさがみはらライズ、英: Nojima Sagamihara Rise）は、日本の神奈川県相模原市に本拠地を置くアメリカンフットボールの社会人クラブチーム。Xリーグ1部のX1 Superに所属。
愛称のライズは「陽はまた昇る」の意味より。エコグリーン代表取締役社長を務める石井光暢が代表を務めている。2011年4月より家電販売業のノジマとスポンサー契約を結び、名称を『ノジマ相模原ライズ』として活動している。契約期間は当初は3年間で、その後延長されている。
ラグビー日本代表の山田章仁が一時期在籍していたチームとしても知られている（ジャパンラグビートップリーグのパナソニックワイルドナイツと並行して所属していた）。

## 歴史
世界同時不況のため2008年で廃部となった「オンワードオークス」（2001年から2007年まではオンワードスカイラークス）に所属していた選手70名のうち58名が残留し、2009年1月クラブチームを新たに結成。同3月14日、相模原市を本拠として活動することを決め、「日はまた昇る」をスローガンに新規クラブチーム「相模原ライズ」としてスタートすると発表した。
2009年はXリーグ3部（X3）に加入。特定の一企業に依存するのではなく、地元の市民が運営の中心になり、市民参加型クラブチームとしての活動を目指す。 2009年、2007年日本一となったメンバーがほとんど残ったチームはTOKYO BAYSIDE BOWL 2009で全試合完封で優勝、X3シリーズも全試合完封でX3優勝、平均得点は90点を超えるなど実力の差を見せつけた。 X3優勝によりX2が11チームとなっていたこともあり、X2自動昇格となった。
2010年はXリーグ2部に所属する。5月29日には相模原市の政令指定都市移行記念試合を警視庁イーグルス（2010年Xリーグ2部所属）と行い45-0で勝利した。
8月3日、相模原市中央区淵野辺にキャンパスを構える青山学院大学とスポーツ協定を締結し、ライズによるグラウンドの使用、ライズからコーチなどの派遣を行い、同学アメリカンフットボール部の強化を図るとともに新たな練習拠点を確保した。
2010年12月、X2にて優勝し、さらにX-1・2入替戦にてXリーグ最下位のハリケーンズに57-0で勝利し、2011年はXリーグに昇格することとなった。
2011年、X1リーグの中地区に所属したチームは開幕戦でオービックシーガルズに敗れたもののアサヒビールシルバースターを破るなど、4勝1敗で中地区2位となり、セカンドステージに進んだ。
2013年、「ノジマフットボールパーク」が完成し、女子サッカークラブ・ノジマステラ神奈川相模原との共用で練習場として使用している。
2014年、X1リーグの東地区に所属して、初戦　東京ガスに35対3で勝利などで2連勝したが3試合目のIBM戦では21対30で敗れた。このシーズンは3勝2敗で地区3位で終わった。
2021年5月11日、石川雄洋（元プロ野球選手）が加入することが発表された。

## 文化

### チームロゴ
ロゴマークは、チームキャラクターの「荒馬アポロ」とチームのニックネームである「ライズ」を合わせたもの。「荒馬アポロ」は、ギリシャ神話に登場する太陽の神「アポローン」が由来であり、チームの象徴として表現されている。「ライズ」には「陽はまた昇る」というメッセージが込められており、公募によって決定されたものである。

### チアリーダー
チームのチアリーディングチームとして、『Suns』が活動している。ノジマ相模原ライズの試合応援のほか、イベント出演なども行っている。

### マスコット
チームの公式マスコットはコンさる。ノジマの公式キャラクターである。

## タイトル

### 社会人リーグ
ジャパンXボウル(2003年～2020年)
- 出場なし

ライスボウル(2021年～)
- 出場なし

()内はシーズン年度

### 社会人VS学生大会
ライスボウル(～2021年)
- 出場なし

()内はライスボウル開催年

## 成績

### 秋季リーグ戦成績
|  |  |  | 優勝 |  | 準優勝 |  | 昇格 |  | 降格 |

#### 2009年-2015年（3ステージ制）
| 年度 | 所属      | 1stステージ | 1stステージ | 1stステージ | 1stステージ | 2ndステージ    | Finalステージ                          |
| 年度 | 所属      | 勝          | 敗          | 分          | 順位        | 2ndステージ    | Finalステージ                          |
| ---- | --------- | ----------- | ----------- | ----------- | ----------- | -------------- | -------------------------------------- |
| 2009 | X3        | 7           | 0           | 0           | 1位         |                |                                        |
| 2010 | X2        | 8           | 0           | 0           | 1位         |                |                                        |
| 2011 | X CENTRAL | 4           | 3           | 0           | 2位         | Super9：2勝    | ファイナルステージ敗退（対富士通）     |
| 2012 | X EAST    | 6           | 2           | 0           | 2位         | Super9：1勝1敗 | ファイナルステージ敗退（対オービック） |
| 2013 | X CENTRAL | 6           | 2           | 0           | 2位         | Super9：1勝1敗 |                                        |
| 2014 | X EAST    | 5           | 3           | 0           | 3位         | Super9：1勝1敗 |                                        |
| 2015 | X EAST    | 4           | 3           | 0           | 2位         | Super9：1勝1敗 | ファイナルステージ敗退（パナソニック） |

#### 2016年-2018年（2ステージ制）
| 年度 | 所属      | レギュラーシーズン | レギュラーシーズン | レギュラーシーズン | レギュラーシーズン | プレーオフ                               |
| 年度 | 所属      | 勝                 | 敗                 | 分                 | 順位               | プレーオフ                               |
| ---- | --------- | ------------------ | ------------------ | ------------------ | ------------------ | ---------------------------------------- |
| 2016 | X CENTRAL | 3                  | 6                  | 0                  | 3位                |                                          |
| 2017 | X CENTRAL | 6                  | 3                  | 0                  | 1位                | クォーターファイナル敗退（対オービック） |
| 2018 | X CENTRAL | 6                  | 3                  | 0                  | 1位                | クォーターファイナル敗退（対オービック） |

#### 2019年-現在（Super・Area制）
| 2019 | X1 Super | 1 | 6  | 0 | 8位  | 入替戦出場・残留（対アサヒビール）       |                        |                        |                        |
| 2020 | X1 Super | 2 | 1  | 0 | 2位  | 短縮日程のため出場なし                   | 短縮日程のため出場なし | 短縮日程のため出場なし | 短縮日程のため出場なし |
| 2021 | X1 Super | 3 | 4  | 0 | 5位  | ―                                        |                        |                        |                        |
| 2022 | X1 Super | 3 | 2  | 0 | A3位 | クオーターファイナル敗退（対オービック） |                        |                        |                        |
| 2023 | X1 Super | 2 | 3  | 0 | A3位 | クオーターファイナル敗退（対IBM）        |                        |                        |                        |
| 合計 | 合計     | 9 | 13 | 0 |      |                                          |                        |                        |                        |

※2022年からはX1 SuperがDiv.AとDiv.Bの2ディビジョンに分かれて実施。